# Abid al-Bukhari

Pintura italiana do século XIX retratando um guarda real negro marroquino

Os Abid al-Bukhari (em árabe: عبيد البخيري; "os escravos de Bukhari")  ou Guarda Negra, foram um exército (ou guiche) de elite formado pelo sultão alauita Mulei Ismail e (r. 1672–1727). de Marrocos que era composto por escravos negros ou, segundo algumas fontes, de bambaras recém-convertidos ao Islão. A missão desse exército era cobrar impostos e combater as tendências secessionistas das tribos marroquinas.
O seu nome tem origem no livro de hadiths de Muhammad Al-Bukhari, sobre o qual prestavam juramento de fidelidade ao sultão. Depois da morte deste, os Abid al-Bukhari revoltaram-se provocando uma guerra civil
Os escravos eram treinados desde crianças num campo em Mechraʿ er-Remel. Os rapazes aprendiam construção civil, a montra a cavalo, a usar arcos e mosquetes. As raparigas eram preparadas para a vida doméstica ou entretenimento. Quando chegavam aos 15 anos eram divididos por vários corpos do exército e casavam. O mesmo se passava com os seus filhos.
O exército dos Abid al-Bukhari chegou a ter 150 000 homens, que eram raptados nas tribos negras saarianas. Eram bem pagos e tinham grande poder político a ponto de lhes ser concedido o direito de possuir propriedades entre 1697 e 1698. Após a morte de Ismail, depuseram sete dos seus filhos entre 1727 e 1757.
A qualidade militar do exército decaiu depois da morte de Ismail e os seus membros deixaram os seus postos para tomarem outras profissões, tornando-se sobretudo camponeses, quando não bandidos. Alguns monarcas mais fortes reorganizaram os Abid al-Bukhari, que pontualmente voltaram a ter algum do prestígio de outrora, mas sempre por pouco tempo. No final do século XIX o exército foi formalmente dissolvido. Alguns poucos dos seus membros formaram a guarda pessoal do rei.